# Вулиця Олександра Лазаревського (Чернігів)
Ву́лиця Олександра Лазаревського — вулиця міста Чернігова. Розташована у Деснянському районі, на північному сході Чернігова — починається від вул. 1-го Травня і тягнеться на схід до вулиці Земської. Вулицю перетинає вулиця Ломоносова. Від вулиці відходять на північ — вулиці Ніжинська і Мачеретівська. На сході переходить у Земську.
Вулиця забудована приватними житловими будинками.

## Транспорт

### Тролейбуси
Вулицею Лазаревського тролейбуси не їздять, але вони їздять по вулиці 1 травня, від якої відходить вулиця Лазаревського, це чернігівські тролейбуси: № 6 і № 7.
Також раніше (до 2010-го) вулицею 1 травня їздив тролейбус № 11 за маршрутом 2-га Міська лікарня — Вокзал. Сучасний № 11 — зовсім інший маршрут (із Бобровиці на Масани), який курсує із 2016 року зовсім іншим маршрутом.

### Маршрутки
Точно так само їздять і маршрутки — по вулиці 1 травня. Найчастіше їздять 3 номери маршруток: № 8, № 11 і № 12.